# Taraxacum piceatiforme
Taraxacum piceatiforme — вид квіткових рослин з родини айстрових (Asteraceae). Вид зростає в Європі: Австрія, Польща, Швеція, Швейцарія; це багаторічна рослина помірних біомів.